# 當麻町

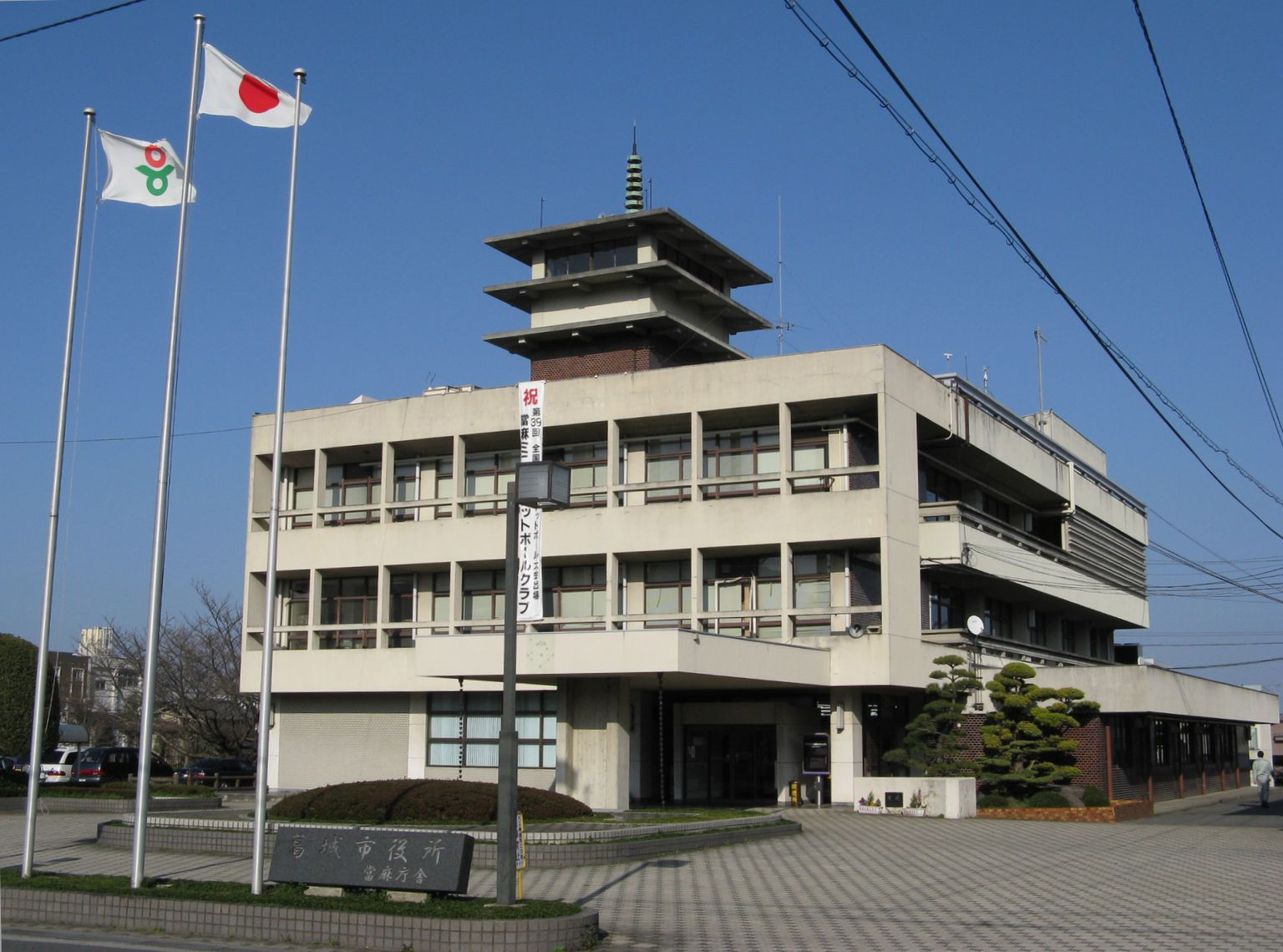
葛城市役所當麻庁舎（旧・當麻町役場）
当麻寺にちなみ、一部が寺院風の造り

當麻町（たいまちょう）は、かつて奈良県の北西部にあった町。2004年（平成16年）10月1日を以て、隣の北葛城郡新庄町と合併し葛城市となった。

## 地理
奈良県の西北部、二上山の麓に位置し、大阪府と県境を接する。

## 歴史
- 1889年（明治22年）4月1日 - 町村制の施行により、葛下郡当麻村、勝根村、加守村、今在家村、染野村、新在家村[1]の区域をもって當麻村が発足。
- 1896年（明治29年）3月29日 - 所属郡が北葛城郡に変更。
- 1956年（昭和31年）4月1日 - 磐城村と合併し、改めて當麻村が発足。
- 1966年（昭和41年）4月1日 - 當麻村が町制施行して當麻町となる。
- 2004年（平成16年）10月1日 - 新庄町と合併して葛城市が発足。同日當麻町廃止。

## 行政
- 町長:安川義雄

## 経済
- メリヤス、靴下製造業

## 姉妹都市・提携都市

### 国内
- 当麻町（北海道）
  - 1995年（平成7年）8月友好交流提携

## 交通

### 鉄道
- 近畿日本鉄道
  - 南大阪線：尺土駅 - 磐城駅 - 当麻寺駅 - 二上神社口駅

## 名所・旧跡・観光スポット・祭事・催事

### 寺院
- 當麻寺（中将姫伝説）
- 石光寺

### 博物館
- 相撲館「けはや座」

### 祭り
- 當麻寺のお練供養（おねりくよう）:毎年5月14日